# 自由女神
自由女神是取材於羅馬神話中的自主神形象，象徵自由。也有人認為她與傳統神話並無甚麼關係，她是近代被用于代表自由这个理念的一个艺术形象。
最著名的自由女神的艺术表现可见于法国赠送给美国竖立于纽约的“自由女神像”，和法国浪漫主义画派画家欧仁·德拉克罗瓦的“自由引导人民”。